# Planet Rock: The Album
Albums de Afrika Bambaataa & the Soulsonic Force
Death Mix
(1983) Beware (The Funk Is Everywhere)
(1986)
Planet Rock: The Album est le premier album studio d'Afrika Bambaataa & the Soulsonic Force, sorti le 1er décembre 1986.

## Production
Considéré comme l'un des ancêtres du hip-hop, l'album s'inspire de la musicalité de Kraftwerk et Gary Numan.

## Réception
Rolling Stone classe la chanson Planet Rock à la 240e place de son classement des « 500 meilleures chansons de tous les temps ».
Slant Magazine classe l'album à la 84e place des meilleurs albums des années 1980.
Il fait également partie des « 1001 albums qu'il faut avoir écoutés dans sa vie ».

## Liste des titres
| No | Titre | Contient un (des) sample(s) de | Durée |
| -- | --- | ------------------------------ | ----- |
| 1. | Planet Rock (Original Twelve-Inch Version) (Produit par Arthur Baker)                                               |                                | 7:30  |
| 2. | Looking for the Perfect Beat (Original Twelve-Inch Version) (Produit par Arthur Baker)                              |                                | 7:03  |
| 3. | Renegades of Funk (Remix) (Produit par Arthur Baker – Remix d'Albert Cabrera et Tony Moran)                         |                                | 6:47  |
| 4. | Frantic Situation (Frantic Mix) (Produit par Arthur Baker)                                                          |                                | 3:47  |
| 5. | Who You Funkin' With? (featuring Melle Mel – Produit par Arthur Baker)                                              | Holy Ghost des Bar-Kays        | 6:23  |
| 6. | Go Go Pop (featuring Trouble Funk – Produit par Leroi Evans et Rae Serrano)                                         |                                | 6:00  |
| 7. | They Made a Mistake (featuring MC G.L.O.B.E. et Pow Wow – Produit par Doug Wimbish, Keith LeBlanc et Skip McDonald) | Bonus (A Side) d'Hashim        | 5:30  |

## Personnel
- Arthur Baker : mixage
- Latin Rascals : remixage
- Afrika Bambaataa : mixage
- Jay Burnett : mixage
- Albert Cabrera : remixage
- Tony Moran : remixage
- John Robie : mixage
- LeRoi Evans : mixage
- Adrian Sherwood : mixage
- Andy Wallace : mixage
- Fats Comet : mixage
- MC G.L.O.B.E. : voix